# حبان (البيضاء)

تعديل مصدري - تعديل

حبان هي إحدى قرى عزلة الشرف بمديرية البيضاء التابعة لمحافظة البيضاء، بلغ تعداد سكانها 207 نسمة حسب تعداد اليمن لعام 2004.